# Thoropa megatympanum
Thoropa megatympanum é uma espécie de anfíbio da família Cycloramphidae. Endêmica do Brasil, onde é encontrada na Serra do Espinhaço: Serra do Cipó e Serra do Caraça, no estado de Minas Gerais.